# 312-я чехословацкая эскадрилья
312-я чехословацкая эскадрилья (англ. No. 312 Squadron RAF, чеш. 312. československá stíhací peruť RAF)  — подразделение Королевских ВВС Великобритании, состоявшее из чехословацких добровольцев и участвовавшее во Второй мировой войне. Позывные пилотов этой эскадрильи начинались с букв DU.

## История
Набор добровольцев в эскадрилью начался в Даксфорде в июле 1940 года: тогда были набраны первые пилоты из числа бежавших от нацистов чехословаков. Эскадрилья использовала истребители Hawker Hurricane. Первую победу эскадрилья одержала 8 октября 1940: экипаж в составе Алоиса Вашатко, Дениса Джиллама и Йосефа Стеглика сбил самолёт Ju-88 над Ливерпулем. С апреля по начало мая 1941 года эскадрилья базировалась на острове Мэн, на авиабазе Джарби. В мае 1941 года на вооружение эскадрильи поступили истребители Hawker Hurricane II, а в октябре и Supermarine Spitfire (они задействовались в Западной Англии в 1942 году во время прибрежного патрулирования и разведки боем).
В сентябре 1943 года 312-я эскадрилья вошла в состав 2-го тактического отделения как смешанная эскадрилья, оснащённая машинами Spitfire IX. Эскадрилья действовала на территории Франции, проводя разведку боем и подготавливая местность к возможному морскому десантированию. В июле 1944 года эскадрилья перебазировалась на базу Колтисхолл, переквалифицировавшись на бомбардировку в дневное время суток. В августе 1945 года эскадрилья перелетела в Прагу и в феврале 1946 года была распущена: её лётчики продолжили службу в составе ВВС Чехословакии. В настоящий момент сохранилось в целостности семь самолётов Spitfire FMk.IX из той эскадрильи.

## Задействованные самолёты
| Начало службы                                                                         | Конец службы                                                                        | Самолёт              | Модификация                |
| ------------------------------------------------------------------------------------- | ----------------------------------------------------------------------------------- | -------------------- | -------------------------- |
| Август 1940 Май 1941                                                                  | Май 1941 Декабрь 1941                                                               | Hawker Hurricane     | I IIb                      |
| Октябрь 1941 Ноябрь 1941 Декабрь 1941 Август 1942 Сентябрь 1943 Январь 1944 Июнь 1944 | Декабрь 1941 Январь 1942 Февраль 1944 Июнь 1943 Февраль 1944 Июнь 1944 Февраль 1946 | Supermarine Spitfire | IIa IIb Vb Vc LF.IXb HF.IX |

## Известные лётчики
- Смик, Отто

## Память
- Памятник крылатого льва